# ... (singiel)
... (Bez tytułu) – Drugi singiel AbradAba wydany 18 sierpnia 2003 roku, nakładem wytwórni S.P. Records. Jest on także drugim promującym jego płytę pt. Czerwony album, która pojawiła się na rynku zaledwie rok później. 
Nagrania do singla zostały zrealizowane w studiu IGS Studio w Katowicach.

## Lista utworów
Opracowano na podstawie materiału źródłowego.
1. „... – Wersja Radiowa” – 4:06
2. „...  – Indios Bravos Version” – 4:17
3. „... – Wersja Oryginalna” – 4:07
4. „... – Wersja Instrumentalna” – 4:11

- Skrecze: DJ Feel-X